# 龍首曲海龍
龍首曲海龍（学名：Campichthys tricarinatus），为輻鰭魚綱棘背魚目海龍魚科曲海龍屬的其中一種，該物種分布於東印度洋的澳洲西部海域，棲息在岩石底質的海域，卵胎生。